# MonteAdriano
MonteAdriano este o companie de construcții din Portugalia.

## MonteAdriano în România
Compania este prezentă și în România din anul 2005.
Până în prezent (august 2010), compania a realizat 7 proiecte, în valoare de peste 134 milioane de euro.
Cifra de afaceri în 2009: 130 milioane de euro